# Pàrion
Pàrion (grec antic: Πάριον, llatí: Parium) fou una ciutat de Mísia, a la costa de l'Hel·lespont, situada a l'oest de Príapos, a la contrada d'Adrastea.
Segons Estrabó va ser una colònia de Milet, Èritres i Paros, però Pausànias només esmenta com a colonitzadors els eritreus. La tradició diu que va rebre el seu nom de Pàrios, un fill de Jàson. Plini el Vell diu que la ciutat que Homer esmenta amb el nom d'Adrastea fa referència a Pàrion, però segurament sí que va existir una ciutat amb el nom d'Adrastea, entre Príapos i Pàrion.
El port de Pàrion era millor que el de Príapos, i per això va augmentar el seu comerç i la seva prosperitat. A l'època d'August, es va convertir en una colònia romana, segons que es dedueix de les monedes i inscripcions. Tenia un altar que es va construir amb les restes d'un temple oracular de l'antiga ciutat d'Adrastea, construït per l'arquitecte Hermocreont, que es descriu com a molt notable per la seva bellesa i ornamentació. Estrabó i Plini el Vell esmenten com a curiositat una família de la ciutat, els ofiògenes, que, igual que els libis psils, tenien la facultat de guarir els que havien rebut la picada d'una serp, simplement tocant a la persona. Heròdot, Xenofont, Claudi Ptolemeu i Apià també esmenten la ciutat.
Dita igualment Kamares (grec medieval: Καμάρες) a l'edat mitjana, podria ser la mateixa ciutat que apareix amb el nom de «Camares» en les fonts medievals catalanes. Correspon a la moderna vila de Kemer (província de Çanakkale), i queden restes de la muralla i un aqüeducte. El nom de Kamares derivaria dels edificis subterranis (καμάραι, 'cambres') que encara s'hi troben.